# Malta en los Juegos Olímpicos de Barcelona 1992
Malta estuvo representada en los Juegos Olímpicos de Barcelona 1992 por seis deportistas, tres hombres y tres mujeres, que compitieron en cuatro deportes.
La portadora de la bandera en la ceremonia de apertura fue la yudoca Laurie Pace. El equipo olímpico maltés no obtuvo ninguna medalla en estos Juegos.